# Буссинеск, Жозеф Валантен
Жозеф Валантен Буссинеск (фр. Joseph Valentin Boussinesque, 13 марта 1842, Сент-Андре-де-Сангони — 19 февраля 1929, Париж) — французский учёный, механик, член Парижской Академии наук (1886), доктор (1867) и профессор (1886) Парижского университета, автор ряда работ по гидродинамике, оптике, термодинамике, теории упругости.
В 1871—1872 годах опубликовал свои результаты, посвящённые теоретическим исследованиям уединённых волн в каналах (подобных уединённой волне Рассела — солитону). Получил уравнение, описывающее такие волны.
Другое уравнение Буссинеска описывает движение грунтовых вод.